# Liste der Stolpersteine im Landkreis Oberallgäu

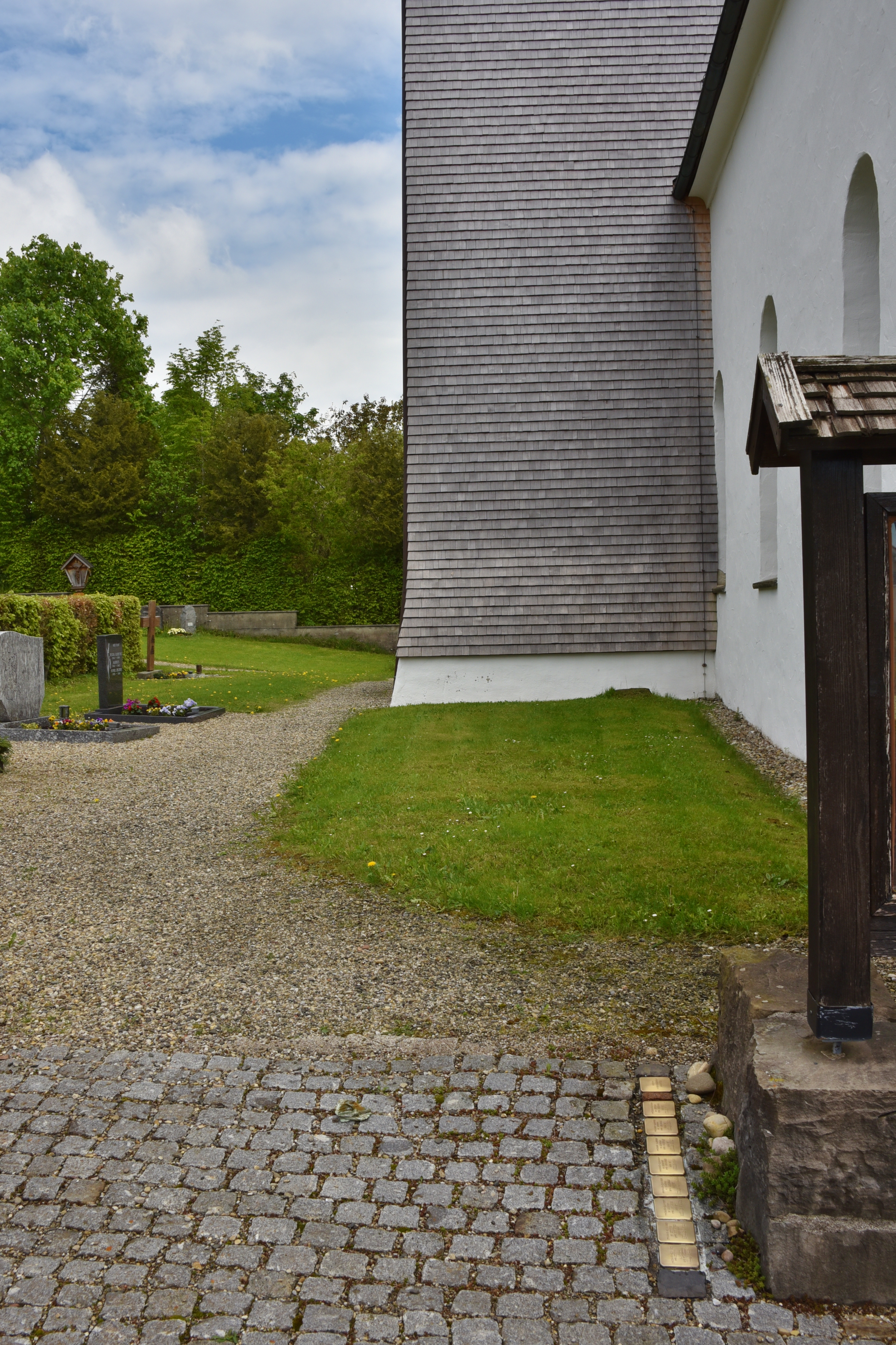
Stolpersteine für eine Roma-und-Sinti-Familie in Weitnau

Die Liste der Stolpersteine im Landkreis Oberallgäu führt die im Landkreis Oberallgäu verlegten Stolpersteine auf. Sie sind Teil des europaweiten Projektes „Stolpersteine“ des Kölner Künstlers Gunter Demnig. Dabei handelt es sich um dezentrale Mahnmale, die an das Schicksal derjenigen Menschen erinnern sollen, die im Landkreis Oberallgäu gelebt haben und von den Nationalsozialisten deportiert, in Konzentrationslagern und Vernichtungslagern ermordet oder in den Suizid getrieben wurden.
Die Stolpersteine sind aus Beton gefertigte Würfel mit einer Kantenlänge von 10 Zentimetern. Auf ihren Oberseiten werden beschriftete Messingplatten mit kurzen Informationen über die Namen, Geburtsdaten, Schicksale, Todesdaten und -orte der Opfer angebracht. In der Regel werden die Gedenksteine in die Gehwege vor jenen Häusern eingelassen, in denen die Opfer geboren wurden bzw. in denen sie zuletzt gewohnt oder gewirkt haben. In Einzelfällen wurde auch ein anderer Verlegeort für die Stolpersteine gewählt, wie beispielsweise für jene in Weitnau-Hellengerst.
Grundlage dieser Liste sind die von der Initiative Stolpersteine für Kempten und Umgebung e. V. zur Verfügung gestellten Daten, soweit in den einzelnen Einträgen nichts anderes angegeben ist.

## Liste der Stolpersteine

### Burgberg im Allgäu
In Burgberg im Allgäu wurde bislang ein Stolperstein verlegt.
| Stolperstein | Inschrift | Verlegeort                                                | Name, Leben |
| ------------ | --- | --------------------------------------------------------- | --- |
|              | HIER WOHNTE WALBURGA KESSLER JG. 1918 UNTERGEBRACHT IN VERSCHIEDENEN HEIMEN / HEILANSTALTEN 'VERLEGT' HEILANSTALT IRSEE ERMORDET 31.7.1944 | Altbürgermeister-Köbele-Straße 2 · (damals Haus Nr. 32) · | Walburga Kessler wurde am 9. Oktober 1918 in Burgberg im Allgäu geboren. Sie wurde am 31. Juli 1944 in Irsee getötet. |

### Weitnau

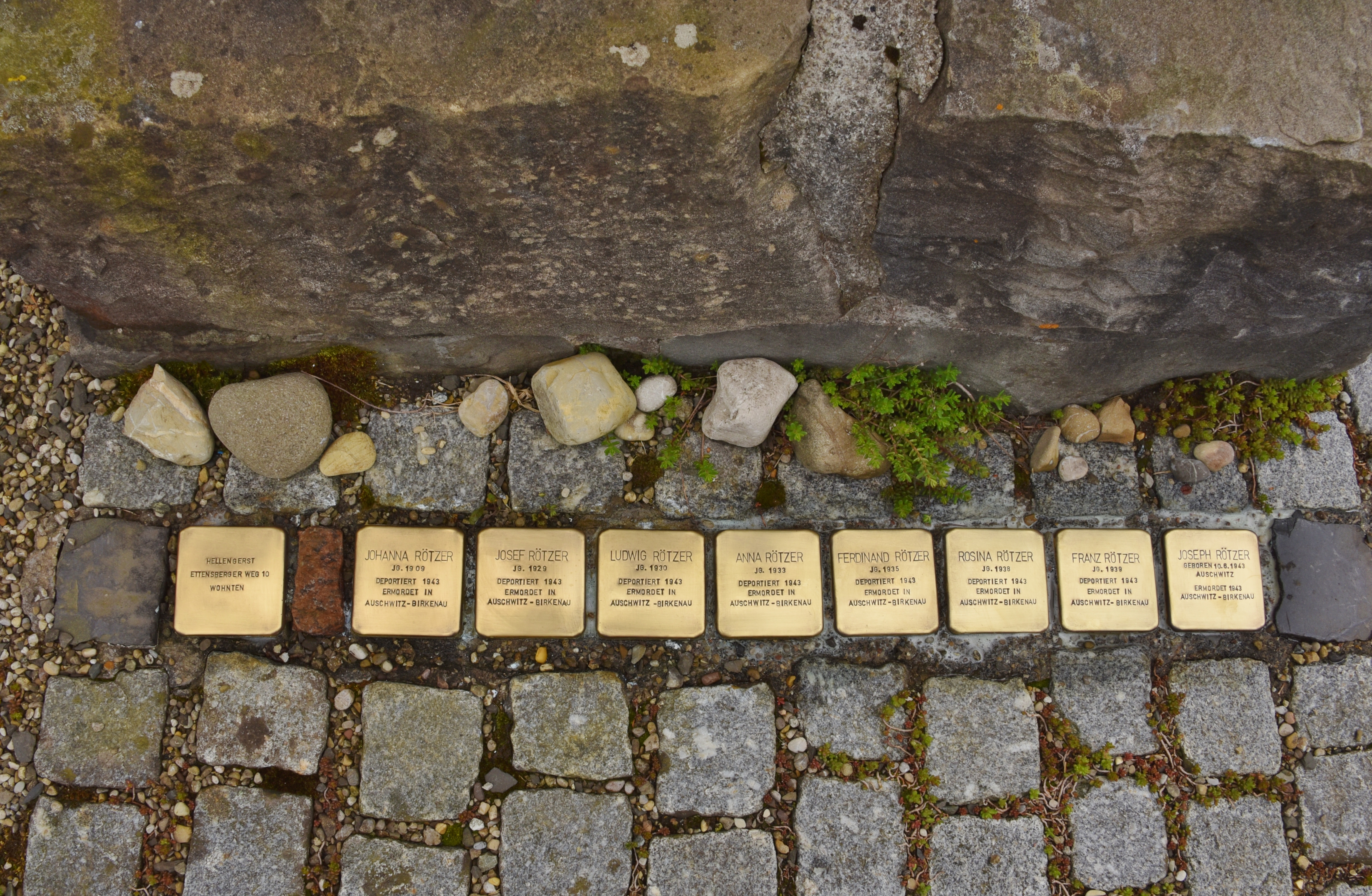
Zum Gedenken an Johanna Rötzer und ihre sieben Kinder

In Weitnau wurden acht Stolpersteine für eine Familie verlegt. Entgegen der üblichen Verlegepraxis von Gunter Demnig liegen diese Stolpersteine am Friedhof des Dorfes Hellengerst.
Bei den Opfern handelte es sich um eine verwitwete Mutter mit ihren sieben Kindern. Die schwangere Johanna Rötzer und ihre sechs Kinder wurden allein wegen ihrer Zugehörigkeit zur Gruppe der Sinti und Roma im Frühjahr 1943 in das Zigeunerlager Auschwitz, einen gesonderten Abschnitt des Vernichtungslagers Auschwitz-Birkenau deportiert, wo sie am 14. März 1943 ankamen. Der jüngste Sohn Joseph kam im Juni 1943 im Lager zur Welt. Die ganze Familie wurde dort ermordet. Die acht Stolpersteine für die Familie Rötzer wurden am 1. Juli 2014 am westlichen Eingang zum Friedhof von Hellengerst verlegt. Ein weiterer Stein benennt ihre letzte Adresse in Hellengerst, den Ettensberger Weg 10.
| Stolperstein | Inschrift                                                                  | Verlegeort                                       | Name, Leben |
| ------------ | -------------------------------------------------------------------------- | ------------------------------------------------ | --- |
|              | HELLENGERST ETTENSBERER WEG 1O WOHNTEN                                     | Hellengerst · am westlichen Friedhofseingang ·   | Da die Stolpersteine für die Familie Rötzer nicht vor ihrem Wohnsitz verlegt wurden, gibt dieser Stein die Adresse an. |
|              | ANNA RÖTZER JG. 1933 DEPORTIERT 1943 ERMORDET IN AUSCHWITZ-BIRKENAU        | Hellengerst · am westlichen Friedhofseingang ·   | Anna Rötzer |
|              | FRANZ RÖTZER JG. 1939 DEPORTIERT 1943 ERMORDET IN AUSCHWITZ-BIRKENAU       | Hellengerst · am westlichen Friedhofseingang ·   | Franz Rötzer |
|              | FERDINAND RÖTZER JG. 1935 DEPORTIERT 1943 ERMORDET IN AUSCHWITZ-BIRKENAU   | Hellengerst · am westlichen Friedhofseingang · } | Ferdinand Rötzer |
|              | JOHANNA RÖTZER JG. 1909 DEPORTIERT 1943 ERMORDET IN AUSCHWITZ-BIRKENAU     | Hellengerst · am westlichen Friedhofseingang ·   | Johanna Rötzer |
|              | JOSEF RÖTZER JG. 1929 DEPORTIERT 1943 ERMORDET IN AUSCHWITZ-BIRKENAU       | Hellengerst · am westlichen Friedhofseingang ·   | Josef Rötzer |
|              | JOSEPH RÖTZER GEBOREN 10.6.1943 AUSCHWITZ ERMORDET 1943 AUSCHWITZ-BIRKENAU | Hellengerst · am westlichen Friedhofseingang ·   | Joseph Rötzer |
|              | LUDWIG RÖTZER JG. 1930 DEPORTIERT 1943 ERMORDET IN AUSCHWITZ-BIRKENAU      | Hellengerst · am westlichen Friedhofseingang ·   | Ludwig Rötzer |
|              | ROSINA RÖTZER JG. 1938 DEPORTIERT 1943 ERMORDET IN AUSCHWITZ-BIRKENAU      | Hellengerst · am westlichen Friedhofseingang ·   | Rosina Rötzer |

## Verlegedaten
Die Stolpersteine beider Gemeinden wurden am 1. Juli 2014 von Gunter Demnig persönlich verlegt.